# 58. Berlini Nemzetközi Filmfesztivál
Az 58. Berlini Nemzetközi Filmfesztivál 2008. február 7. és 17. között rendezték meg, a nyitófilm Martin Scorsesetől az Shine a Light, míg a zárófilm Michel Gondrytól a Tekerd vissza, haver! volt. A fesztivál zsűrielnöke Costa-Gavras görög filmkészítő és producer volt. Az Arany Medve díjat José Padilha filmje, az Elit halálosztók nyerte. A fesztivál retrospektív programmját Luis Buñuel spanyol filmkészítőnek dedikálták.

## Zsűri
Az alábbi emberek voltak a fesztivál zsűrijének tagjai:

### Filmek
- Costa-Gavras, görög filmkészítő és producer - Zsűrielnök
- Uli Hanisch, német látványtervező
- Diane Kruger, német színésznő
- Walter Murch, amerikai rendező és vágó
- Su Csi, tajvani színésznő és model
- Alexander Rodnyansky, orosz producer

### Elsőfilmes produkciók
- Ben Barenholtz, amerikai producer és forgalmazó
- Dominique Cabrera, francia filmkészítő
- Jasmila Žbanić, bosnyák filmkészítő és producer

### Rövidfilmek
- Marc Barbé, francia színész és rendező
- Ada Solomon, román producer
- Laura Tonke, német színésznő

## Versenyben lévő filmek
Az alábbi filmek voltak versenyben az Arany Medve- és az Ezüst Medve-díjakért:
| Magyar cím                   | Eredeti cím                    | Rendező              | Ország                                                    |
| ---------------------------- | ------------------------------ | -------------------- | --------------------------------------------------------- |
| Ballast                      | Ballast                        | Lance Hammer         | Amerikai Egyesült Államok                                 |
| Cseresznyevirágzás           | Kirschblüten – Hanami          | Doris Dörrie         | Németország                                               |
| Man jeuk                     | 文雀                           | Johnnie To           | Hongkong                                                  |
| Fekete jég                   | Musta jää                      | Petri Kotwica        | Finnország, Németország                                   |
| Elégia                       | Elegy                          | Isabel Coixet        | Amerikai Egyesült Államok                                 |
| Elit halálosztók             | Tropa de Elite                 | José Padilha         | Brazília                                                  |
| Éjkert                       | Gardens of the Night           | Damian Harris        | Amerikai Egyesült Államok, Egyesült Királyság             |
| Hajrá, boldogság!            | Happy-Go-Lucky                 | Mike Leigh           | Egyesült Királyság                                        |
| Tűzszív                      | Feuerherz                      | Luigi Falorni        | Eritrea, Németország, Egyesült Királyság                  |
| Testvéráldozat               | 左右'"                         | Wang Xiaoshuai       | Kína                                                      |
| Oly sokáig szerettelek       | Il y a longtemps que je t'aime | Philippe Claudel     | Franciaország, Németország                                |
| Julia                        | Julia                          | Erick Zonca          | Franciaország, Amerikai Egyesült Államok, Mexikó, Belgium |
| Anyánk                       | 母べえ                         | Yoji Yamada          | Japán                                                     |
| Lady Jane - Titkok a múltból | Lady Jane                      | Robert Guédiguian    | Franciaország                                             |
| Mexikói képeslap             | Lake Tahoe                     | Fernando Eimbcke     | Mexikó                                                    |
| Bam gua nat                  | 밤과 낮                        | Sang-soo Hong        | Dél-Korea                                                 |
| Caos calmo                   | Caos calmo                     | Antonello Grimaldi   | Olaszország                                               |
| Nyugtalan                    | Restless                       | Amos Kollek          | Izrael, Németország                                       |
| Parancsra tettük             | Standard Operating Procedure   | Errol Morris         | Amerikai Egyesült Államok                                 |
| Avaze gonjeshk-ha            | آواز گنجشک‌ها                   | Majid Majidi         | Irán                                                      |
| Vérző olaj                   | There Will Be Blood            | Paul Thomas Anderson | Amerikai Egyesült Államok                                 |

## Győztesek
- Arany Medve: Elit halálosztók (José Padilha)
- Zsűri Nagydíja: Parancsra tettük (Errol Morris)
- Ezüst Medve díj a legjobb rendezőnek: Paul Thomas Anderson (Vérző olaj)
- Ezüst Medve díj a legjobb színésznek: Reza Naji (Avaze gonjeshk-ha)
- Ezüst Medve díj a legjobb színésznőnek: Sally Hawkins (Hajrá, boldogság!)
- Ezüst Medve díj a legjobb forgatókönyvnek: Wang Xiaoshuai (Testvéráldozat)
- Ezüst Medve díj a kiemelkedő művészi teljesítményért: Jonny Greenwood (Vérző olaj) (zene)
- Alfred Bauer-díj: Fernando Eimbcke (Mexikói képeslap)
- FIPRESCI-díj: Fernando Eimbcke (Mexikói képeslap)

## Fordítás
- Ez a szócikk részben vagy egészben  a(z)   58th Berlin International Film Festival című angol Wikipédia-szócikk fordításán alapul.  Az eredeti cikk szerkesztőit annak laptörténete sorolja fel. Ez a jelzés csupán a megfogalmazás eredetét és a szerzői jogokat jelzi, nem szolgál a cikkben szereplő információk forrásmegjelöléseként.